# Fastos (Ovídio)
Os Fastos (Fasti em latim) é um calendário romano poético escrito pelo poeta latino Ovídio. Trata-se de uma de suas obras inconclusas por conta do exílio que sofrera. O calendário apresenta os principais festivais da Roma Antiga e sua importância e sua origem mitológica.